# James Baker
James Addison Baker III (Houston, Texas; 28 de abril de 1930) es un político y diplomático estadounidense que ocupó el cargo de secretario de Estado entre 1989 y 1992.

## Biografía
Nacido en Houston (Texas), estudió en la Universidad de Princeton. Tras servir como infante de marina desde 1952 hasta 1954, estudió derecho en la Universidad de Texas. Desde 1957 hasta 1975 ejerció la abogacía. 

### Carrera política
Ayudó a dirigir la campaña al Senado de 1970 de su gran amigo George H. W. Bush. En 1975, fue nombrado subsecretario de Comercio por el presidente Gerald Ford, en cuya campaña para su reelección del año siguiente participó. En 1979, dirigió la campaña de Bush para la candidatura presidencial republicana. Cuando en 1980, este se convirtió en el candidato del Partido Republicano para el cargo de vicepresidente, Baker intervino en la campaña del candidato a la presidencia, Ronald Reagan, siendo determinante su intervención en la victoria republicana.
Durante el primer mandato de Reagan, Baker fue Jefe de Gabinete de la Casa Blanca desde 1981 hasta 1985, jefe del Consejo Nacional de Seguridad y consejero de política exterior. Tras la reelección de Reagan, en 1984, Baker desempeñó el cargo de secretario del Tesoro hasta 1988, año en que pasó a dirigir la campaña presidencial de Bush. En esa última función, destacó por su propuesta (el denominado Plan Baker) al Fondo Monetario Internacional (FMI) para ayudar a los países del Tercer Mundo en la reducción de su deuda exterior.
Durante el mandato de Bush, fue nombrado Secretario de Estado, participando en la política exterior de la administración en Oriente Próximo, especialmente durante la guerra del Golfo Pérsico, y continuó el acercamiento con la Unión Soviética gobernada por Mijaíl Gorbachov. En 1991, organizó la primera conferencia de paz de Oriente Próximo. Dejó su cargo de secretario de Estado en 1992 para dirigir la infructuosa campaña para la reelección de Bush. Posteriormente, Baker se convirtió en asesor comercial, hasta que, en marzo de 1997, fue nombrado por el secretario general de la Organización de las Naciones Unidas (ONU), el ghanés Kofi Annan, enviado especial de dicho organismo para el conflicto del Sáhara Occidental, iniciando su visita a la región el 22 de abril. Logró convocar una reunión en Lisboa (Portugal) entre representantes de Marruecos y del Frente Polisario, en el mes de junio, que acabó sin acuerdo alguno. Pero una segunda ronda de conversaciones, iniciada en Londres un mes más tarde, permitió que ambas partes (marroquíes y saharauis) aceptaran una propuesta de compromiso para desbloquear el contencioso sobre la identificación de los votantes del referéndum de autodeterminación. Sin embargo en 2004 abandonó definitivamente este cargo, resignado por la falta de progreso en las negociaciones.